# Curtara basala
Curtara basala är en insektsart som beskrevs av Delong och Triplehorn 1978. Curtara basala ingår i släktet Curtara och familjen dvärgstritar. Inga underarter finns listade i Catalogue of Life.